# آرثر باول ديفيس
آرثر باول ديفيس (بالإنجليزية: Arthur Powell Davis)‏ هو جغرافي أمريكي، ولد في 9 فبراير 1861 في ديكادور في الولايات المتحدة، وتوفي في 7 أغسطس 1933 في واشنطن العاصمة في الولايات المتحدة.